# Frómista
Frómista ist eine Kleinstadt und Hauptort einer Gemeinde (municipio) mit 748 Einwohnern (Stand: 2024) in der Provinz Palencia der Autonomen Gemeinschaft Kastilien-León.

## Lage
Frómista liegt am Jakobsweg (Camino Francés) am Nordostrand der Tierra de Campos ca. 31 km (Fahrtstrecke) nordöstlich von Palencia in einer Höhe von ca. 780mü.d.M. Das Klima im Winter ist durchaus kalt, im Sommer dagegen warm bis heiß; der spärliche Regen (ca. 515 mm/Jahr) fällt verteilt übers ganze Jahr.

## Bevölkerungsentwicklung
| Jahr      | 1842  | 1900  | 1950  | 2000 | 2016 |
| Einwohner | k. A. | 1.748 | 1.775 | 980  | 804  |

Der Bevölkerungsrückgang in der zweiten Hälfte des 20. Jahrhunderts ist im Wesentlichen auf die Mechanisierung der Landwirtschaft und den damit einhergehenden Verlust von Arbeitsplätzen zurückzuführen.

## Wirtschaft
Die Feldwirtschaft (weniger die Viehzucht) spielte seit jeher die wichtigste Rolle für die Bevölkerung der Region, doch bereits im Mittelalter entwickelten sich neben dem Pilgertourismus auch Handwerk und Handel.

## Geschichte
Der keltische Volksstamm der Vaccäer waren die ersten bekannten Siedler in der Region, ihnen folgten Römer und Westgoten, die Frómista zu einem bedeutenden Ort ausbauten. Im Zug der Invasion der Iberischen Halbinsel durch die Mauren wurde die Region verwüstet und blieb wegen sich verschiebender Frontverläufe über ein Jahrhundert unbesiedeltes Niemandsland. Erst im 10. Jahrhundert kehrten Menschen in den zur Wüstung verfallenen Ort zurück. Im Jahr 1066 gründete Munia Mayor, Gräfin von Kastilien und Witwe des navarrischen Königs Sancho III. Mayor, hier ein Benediktinerkloster und wurde auf ihren Wunsch hin dort bestattet. Das Kloster wurde im 12. Jahrhundert dem Kloster San Zoilo in Carrión de los Condes unterstellt, seinen einzigen Überrest stellt die Kirche San Martín dar, eine der wichtigsten romanischen Kirchen am Jakobsweg.

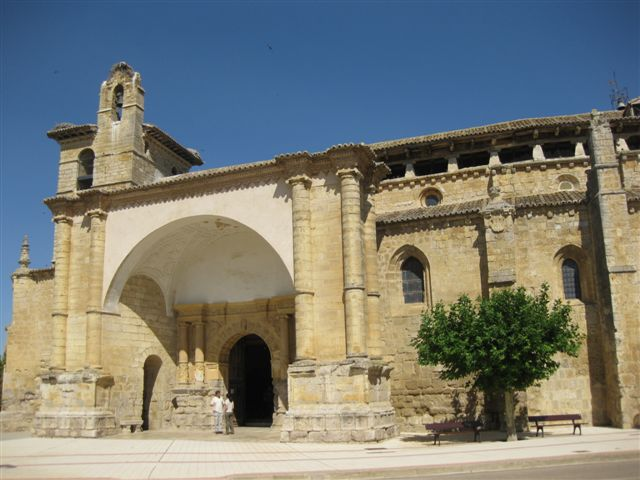
Kirche San Pedro

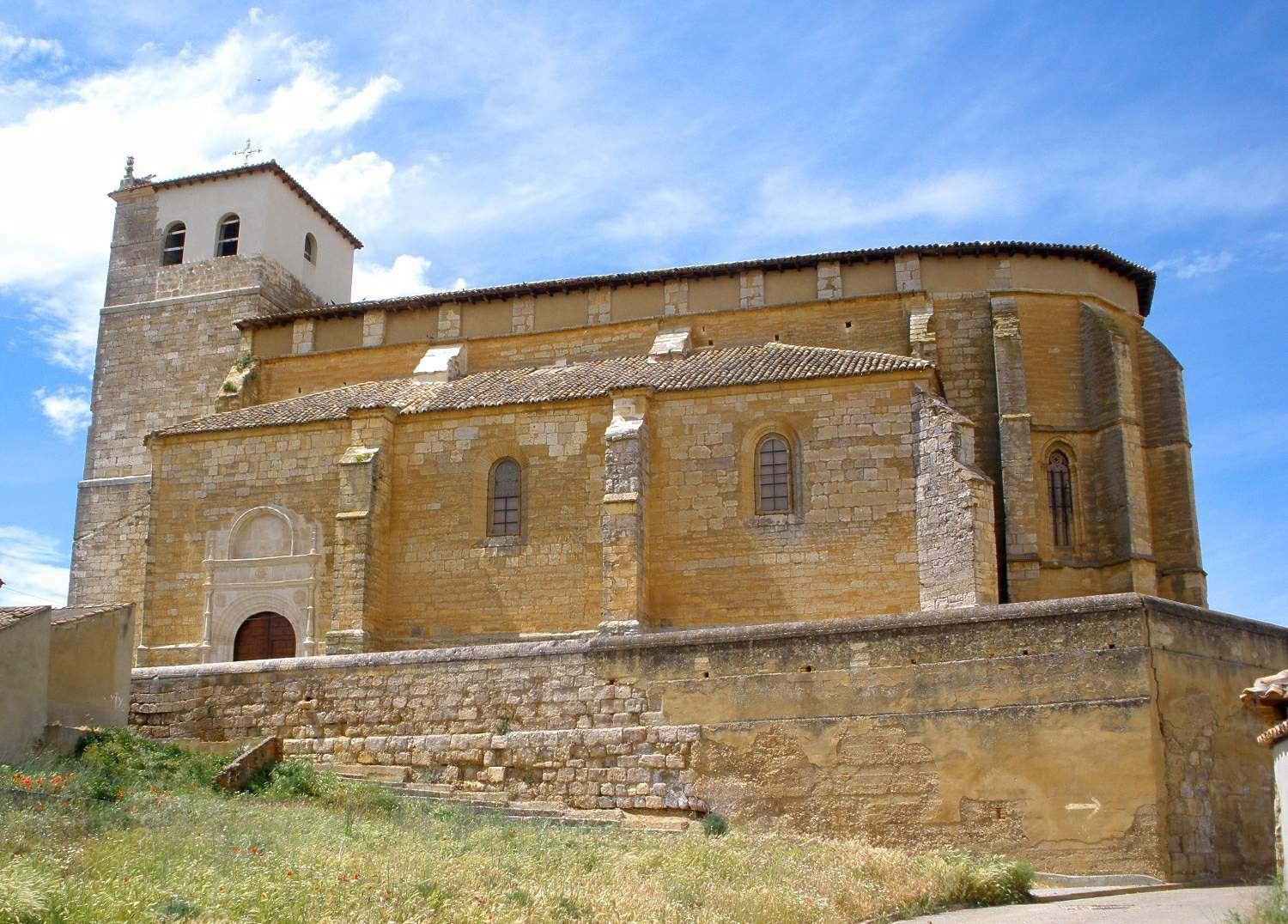
Kirche Santa María del Castillo

## Sehenswürdigkeiten
- Die hochromanische Kirche San Martín (Frómista) gehörte einst zu einem Kloster; sie ist das unangefochtene Schmuckstück der Kleinstadt.
- Die auf dem höchsten Punkt des Ortes sich erhebende Kirche Santa María del Castillo stammt aus der Zeit des Übergangs von der Spätgotik zur Renaissance; die drei Schiffe sind von Sterngewölben überspannt. Sehenswert war das aus dem 15. Jahrhundert stammende Altarretabel mit 29 Tafelbildern mit Szenen aus dem Alten und Neuen Testament. Die Bilder wurden geraubt aber wiedergefunden; der gesamte Altar befindet sich heute in der Kirche San Pedro.[5]
- Mit dem Bau der Iglesia de San Pedro wurde im 15. Jahrhundert begonnen, doch stammt das von Doppelsäulen gerahmte Südportal erst aus der Mitte des 16. Jahrhunderts. Interessant ist ein umlaufender Gang mit repräsentativer Brüstung unterhalb der Dachtraufe. Die Kirche wird heute als Museum für sakrale Kunst genutzt. Die hochrechteckigen Felder des Hochaltars sind mit Malereien und Figuren bestückt. Beachtenswert sind die Skulptur einer Kreuzabnahme sowie die beiden Statuen der Apostel Petrus und Paulus.[6]
- Die Ermita del Otero birgt eine spätgotische Muttergottesstatue aus dem 13. oder 14. Jahrhundert; sie ist die Schutzpatronin der Stadt.
- Der nördliche Arm des Canal de Castilla läuft etwa 500 m südöstlich am Ort vorbei. Sehenswert sind zahlreiche Schleusen und Wehre.

## Persönlichkeiten
- Petrus Gonzales (* vor 1190; † 1246), Dominikaner, in Spanien und Portugal auch als „San Telmo“ bekannt